# Карташев, Павел Анатольевич
Па́вел Анато́льевич Карташе́в (род. 25 ноября 1971, Новосибирск, РСФСР) — российский театральный режиссёр и кинорежиссёр, поэт, сценарист, критик, общественный деятель. Художественный руководитель АНО в сфере драматургии и театрального искусства «Время драмы». Член Экспертной комиссии Общественного совета Минкультуры России по вопросам театра.

## Биография
Детство провёл в Бельцах, где и окончил среднюю школу. После службы в вооружённых силах вернулся в Новосибирск. Окончил Новосибирское государственное театральное училище по специальности «актёр театра и кино» (мастерская А. С. Кузнецова и Т. И. Кочержинской) в 1998 году и РАТИ-ГИТИС по специальности «режиссура музыкального театра» (мастерская Р. Г. Виктюка) в 2003 году. Параллельно с учёбой в ГИТИСе преподавал актерское мастерство во ВГИКе им. Герасимова (актёрский факультет, мастерская Э. Г. Виторгана).
В период с 2003 по 2009 год занимал руководящие должности в организациях, специализирующихся в сфере федерального PR и GR.
На профессиональной сцене дебютировал в 2010 году спектаклем «Чайка» по пьесе А. П. Чехова в рамках экспериментального проекта Театра Романа Виктюка.

Спектакль был также показан на сцене Ялтинского театра имени А. П. Чехова.
В статье О. А. Чуреевой "«ЧАЙКА» В ОДНОИМЁННОЙ ПЬЕСЕ А. П. ЧЕХОВА: КОНЦЕПТ, МЕТАФОРА, СИМВОЛ" (Ученые записки Крымского федерального университета имени В. И. Вернадского. Филологические науки. Научный журнал. Том 6 (72). No 2. С. 212) приводится сравнение «Чайки» в постановке Андрея Кончаловского (Театр имени Моссовета, 2004) с вышеуказанным спектаклем «Чайка» в постановке Павла Карташева.
Помимо творческой деятельности, Карташев также известен своей активной позицией в сохранении исторического лица театральной Москвы.
С 2014 года является соорганизатором и членом жюри Международного конкурса современной драматургии «Время драмы». Инициатор проведения и постановщик лабораторий современной драматургии в рамках театральных проектов «Время драмы» в Челябинске, Самаре и Москве, в рамках Театрального форума «Золотой витязь», в Московском театре на Юго-Западе, в рамках театральных проектов Национальной ассоциации драматургов.
В 2017 году осуществил ряд проектов совместно с мемориальным домом-музеем Сергея Дурылина.
Один из создателей зарегистрированной в октябре 2018 года негосударственной некоммерческой организации «Национальная ассоциация драматургов» (НАД), ставящей целью содействие развитию российской драматургии; одним из проектов Национальной ассоциации драматургов является проведение конкурса «Автора — на сцену!». 6 декабря 2018 года Павел Карташев выступил в роли режиссёра-постановщика состоявшейся на Новой сцене МХТ им. А. П. Чехова торжественной церемонии награждения победителей I Международного творческого конкурса на лучшую пьесу года «Автора — на сцену!».
Член жюри международного творческого конкурса пьес для детей и юношества «Детство. Отрочество. Юность», проведённого в 2019 году Национальной ассоциацией драматургов совместно с Пензенским областным драматическим театром имени А. В. Луначарского.
7 ноября 2019 года на Большой сцене Государственного «Московского театрального центра „Вишнёвый сад“ под руководством Александра Вилькина» в рамках II Театрального фестиваля «Смотрины» по пьесам Юрия Полякова с успехом был показан спектакль Самарского художественного театра «Чемоданчик» в постановке Павла Карташева.
Выступил в роли режиссёра-постановщика состоявшейся 17 декабря 2019 году на Малой сцене Московского академического театра имени Владимира Маяковского торжественной церемонии награждения победителей II Международного творческого конкурса на лучшую пьесу года «Автора — на сцену!».
С октября 2017 года по декабрь 2020 года работал художественным руководителем МБУК г.о. Самара «Театр для всей семьи «Витражи», переименованного при Карташеве в Самарский Художественный Театр.

## Творчество

### Спектакли

#### Режиссёр
- 2003 — «Снегурочка» (эротические сны), опера Н. А. Римского-Корсакова (дипломная работа)
- 2010 — «Чайка» по пьесе А. П. Чехова, Театр Романа Виктюка
- 2016 — «Нижинский» (метафизическая клоунада), Лялин Центр, Москва[34]
- 2016 — «Гладильщица» по монопьесе А. Е. Строганова, Лялин Центр, Москва[35]
- 2017 — «Миллиард» по пьесе Алекса Бьерклунда «Дурачок», СХТ, Самара[36]
- 2018 — «Бесприданница» по пьесе А. Н. Островского, СХТ, Самара[37][38]
- 2019 — «Чемоданчик» по апокалиптической комедии Ю. М. Полякова, СХТ, Самара[39][40][41]
- 2019 — «Ромео и Джульетта» по одноимённой трагедии Уильяма Шекспира, СХТ, Самара[42][43] Художник по костюмам — Мария Казак, театральный художник, модельер, член Союза дизайнеров России.
- 2020 — «Чайка» по пьесе А. П. Чехова (первая авторская редакция), СХТ, Самара[44][45][46][47] Постановка эвритмического звучания монолога о мировой душе («Люди, львы, орлы и куропатки...») — заслуженная артистка РФ Елена Морозова. Декорации выполнены с использованием эскизов Юрия Харикова. Художник по костюмам — Мария Казак, театральный художник, модельер, член Союза дизайнеров России.
- 2020 — «Повесть о настоящем человеке» в инсценировке Владимира Малягина по одноименной повести Бориса Полевого, СХТ, Самара[48][49][50][51]
- 2020 — «Закон бумеранга» (история, похожая на сказку) по пьесе Валерия Алферова, СХТ, Самара[52][53][54][55]
- 2021 — «Спасти камер-юнкера Пушкина» (история одного несостоявшегося подвига) по пьесе Михаила Хейфеца, Режиссерская лаборатория Национальной Ассоциации Драматургов (НАД), Москва[56]
- 2021 — «Тайная жизнь Черубины» по монопьесе Дмитрия Бочарова, Режиссерская лаборатория Национальной Ассоциации Драматургов (НАД), Москва[57]
- 2021 — «Бессонница (Три ночи Начальника Генштаба)» по пьесе Игоря Левитаса, Центральный академический театр Российской армии (ЦАТРА), Москва[58]
- 2023 — «Чайка» по пьесе А. П. Чехова (первая авторская редакция), Театр «Школа драматического искусства», Сцена на Новослободской, Большой зал Мейерхольда, Москва[59][60]

### Фильмография
- 2011 — «Сон», игровой короткометражный фильм-посвящение Андрею Тарковскому — режиссёр, соавтор сценария[61]

### Публикации
- 2011 — «Космос внутри человека», подборка стихов в научно-культурологическом журнале RELGA (№ 19 [237] 01.12.2011)[62]
- 2012 — «Путь спасения», подборка стихов в научно-культурологическом журнале RELGA (№ 4 [242] 01.03.2012)[63]
- 2015 — «Прости, но не проси!», подборка стихов в поэтическом альманахе «45-я параллель» (№ 26 (338) от 11 сентября 2015 г.)[64]
- 2017 — «Рядом с худруком», статья в «Литературной газете», № 42 (6618) (25-10-2017)[65]
- 2018 — «Смоленская твердыня», рецензия в «Литературной газете» на спектакль Малого театра «Смута. 1609—1611 гг.» по мотивам романа Владимира Мединского «Стена», № 20 (6644) (23-05-2018)[66][67]
- 2019 — «Современная драматургия: вызовы и ответы», статья во втором номере общественно-политического, научно-теоретического, экспертно-аналитического журнала «Культурная политика»[68][69]
- 2021 — «В ожидании сердца», статья в «Литературной газете», № 29 (6794) (21-07-2021)[70]
- 2021 — «Ночь. Пять утра. На Патриарших» | Современная поэзия в журнале «Российский колокол», № 7-8 2021[71]
- 2021 — «Орион» | Современная проза в журнале «Российский колокол», № 7-8 2021[72]

## Признание и награды
- 2013 — Национальная премия «СТРАНА» (номинант).[73]
- 2020 — Спектакль Самарского Художественного Театра «Чайка» по пьесе А. П. Чехова (первая авторская редакция) в постановке Павла Карташева стал 4-кратным дипломантом XVIII Международного Театрального Форума «Золотой витязь» в номинации «Большая форма».[74]
- 2021 — Лауреат IX Международного театрального фестиваля-лаборатории спектаклей малых форм «CHELоВЕК ТЕАТРА» (Челябинск-2021)[75]
- 2023 — Гастроли спектакля «Чайка» Театра Школа драматического искусства в Ростовский-на-Дону академический молодежный театр и Таганрогский ордена «Знак Почёта» театр имени А. П. Чехова в рамках Международного театрального фестиваля «На родине А.П. Чехова».[76][77][78]